# Teuchophorus simplicipes
Teuchophorus simplicipes är en tvåvingeart som beskrevs av Meijere 1916. Teuchophorus simplicipes ingår i släktet Teuchophorus och familjen styltflugor. Inga underarter finns listade i Catalogue of Life.